# Banfe (Lahn)
Die Banfe, im Oberlauf Fischelbach genannt, ist ein 11,8 km, über ihren linken Quellfluss Sohler Bach 16,2 km langer, orographisch rechter Zufluss der Lahn im nordrhein-westfälischen Kreis Siegen-Wittgenstein.
Die Banfe ist neben Dill, Dietzhölze und Treisbach einer der wichtigsten Zuflüsse der Lahn, der das Rothaargebirge entwässert. Sie ist der einzige der genannten Flüsse, der ganz im Gebirge verläuft und dort mündet.

## Name
Im Althochdeutschen hieß der Fluss *Ban(n)-affa, was eine Komposition aus ahd. ban für 'Bann, Gebot unter Strafandrohung' und dem Hydronym -apa darstellt.

## Geographie

### Verlauf
Fischelbach
Die offizielle Quelle der Banfe liegt im Süden des Stadtgebietes von Bad Laasphe und des Wittgensteiner Berglandes im südöstlichen Rothaargebirge, unmittelbar südöstlich des Ortes Fischelbach auf einer Höhe von 467 Metern über NHN. Der von dieser Quelle ablaufende Arm Obere Fischelbach ist eher kurz und fließt bei Fischelbach mit dem aus dem Westen kommenden Fischelbach zusammen, der deutlich länger ist.
Von dort aus fließt der Fischelbach und dann die Banfe in Form eines nach Südosten offenen Halbkreises im Uhrzeigersinn in zunächst nordwestliche bis gegen die Mündung hin dann östliche Richtung. Westlich des Dorfes Hesselbach mündet der von diesem Ort her kommende Hesselbach in den Fischelbach; der ab dort seinen Namen zu Banfe wechselt. 
Banfe
Etwas weiter bachabwärts nimmt die Banfe linksseitig den von Bernshausen kommenden Bernshäuser Bach auf.
Anschließend passiert sie die Ortsteile Banfe, Herbertshausen und Laaspherhütte und mündet schließlich im Südwesten der Kernstadt Bad Laasphes auf einer Höhe von 324 Metern über NHN von rechts in die Lahn.
Der 11,8 km lange Lauf der Banfe endet ungefähr 143 Höhenmeter unterhalb der Quelle ihres Oberlaufs Fischelbach, sie hat somit ein mittleres Sohlgefälle von circa 12 ‰.

### Einzugsgebiet
Das  38,834 km² große Einzugsgebiet der Banfe liegt im Rothaargebirge und wird über die Lahn und den Rhein zur Nordsee entwässert. Es ist überwiegend bewaldet.

### Zuflüsse
Hierarchische Liste der Zuflüsse, jeweils von der Quelle zur Mündung. Auswahl.
- Fischelbach, bis zum Ort Fischelbach auch Sohler Bach, linker Oberlauf von zuletzt Süden, 7,6 km und 11,89 km²
  - (Bach von der Alten Eisenstraße), von links und Nordosten nach Sohl
  - (Bach vom Eichwäldchen), von rechts und Südosten
  - Passiert einen Teich links am Lauf
  - Wengelsbach[6], von rechts und Westen, ca. 1,2 km und ca. 0,6 km²
  - (Flurrandbach am Sassenborn), von rechts und Südwesten
  - (Waldbach am Sassenborn), von rechts und Südosten
  - Oberste Fischelbach, von rechts und Südosten im beginnenden Fischelbach
    - (Bach aus der Tiefen Seifen), von rechts am Ortsrand von Fischelbach, 0,8 km und 0,4 km²

  - (Bach aus dem Bodengarten), von rechts in Fischelbach, über 0,3 km und ca. 0,1 km²
  - Holzbach, von links am unteren Ortsende von Fischelbach, ca. 0,5 km und ca. 0,5 km²
  - Gonderbach, von links und Westen an der Fischelbacher Mühle, 3,7 km und 3,9 km²
- Hesselbach, rechter Oberlauf von Osten wenig nach der Fischelbacher Mühle, 2,6 km und 3,3 km²
- Burbach, von links, 1,8 km und 1,1 km²
- Heidenbach, von links bei Heidebach, ca. 0,9 km und ca. 0,9 km²
- Bernshäuser Bach, von links, 3,8 km und 3,7 km²
- Auerbach, von rechts in Banfe, 3,1 km und 3,3 km²
- Godelsbach, von links in Banfe, 2,8 km und 2,8 km²
- (Bach aus der Immenseifen), von links in Banfe
- Heege, von rechts am unteren Ortsende von Banfe, ca. 1,5 km und ca. 1,0 km²
- Dorbach, von links nach Herbertshausen, 1,9 km und 1,5 km²; entspringt der Zeiquelle
  - Zäune, von rechts in Herbertshausen, ca. 0,9 km und ca. 0,4 km²
- Breitenbach, von links bei Laaspherhütte, 2,6 km und 2,1 km²
- Tretenbach, von rechts an der Friedrichshütte, 2,0 km und 1,2 km²